# Матвійчук Петро Павлович
Петро Павлович Матвійчук (нар. 14 липня 1949, село Білки, тепер Попільнянського району Житомирської області) — український радянський діяч, бригадир фрезерувальників Київського верстатобудівного виробничого об'єднання. Депутат Верховної Ради УРСР 11-го скликання.

## Біографія
Освіта середня.
З 1967 року — фрезерувальник, бригадир фрезерувальників Київського верстатобудівного виробничого об'єднання імені Горького.
Член КПРС з 1978 року.
Потім — на пенсії в місті Києві.

## Нагороди
- ордени
- медалі
- лауреат Державної премії Української РСР